# 岩田八幡宮
岩田八幡宮（いわたはちまんぐう）は、愛知県豊橋市に鎮座する神社（八幡宮）である。神紋は右三つ巴。境内には由緒を別にする琴平神社も鎮座する。

## 祭神
- 応神天皇

## 由緒
創建年代は明らかでないが、棟札に正保4年(1647年)丁亥9月「再興八幡宮社頭一宇」とあるため、それ以前より社があったと考えられる。文禄・慶長(1593～1615)と打ち続く戦塵に、二連木村の一郷であった当地は農民四散し、神社も荒廃したが、寛永4年(1627年)時の城主松平主殿助忠利が家老板倉八右衛門に命じて当地を開発し田尻村と名付けた。其の後、正保4年城主小笠原壱岐守忠知の旨により、吉田城内天王社にありし八幡社をこの地に奉遷し産土神と仰ぎ奉る。
万治3年(1660年)2月5日宝殿、元禄13年(1700年)10月29日拝殿を造営し、明和(1768年)・文政(1818年)には改修が行われた。明治5年5月村社に列し、昭和23年10月社地を豊岡中学校建設に提供し、一時は琴平神社へ合祀するも、昭和36年9月境内西方地(現護国神社)に遷座、独立の社殿を建てた。昭和39年2月13日八幡社を八幡宮と改称、同61年10月社殿を現在地に改築、更に社名を岩田八幡宮と改称し今日に至る。

## 摂末社

### 境内社
- 五社合殿
  - 御鍬神社 - 伊佐波止美命
  - 神明神社 - 天照大御神
  - 秋葉神社 - 火産霊神
    - 江戸時代中頃、火災の脅威により、遠江国秋葉神社より勧請した。

  - 猿田彦神社 - 猿田彦神
  - 進雄神社 - 素盞嗚尊
    - 創立年代は不詳であるが、古く牛頭天王を奉斎し、明治初年に進雄神社と改称した。
- 護国神社 - 郷土出身の戦没者

### 境外社
- 貴船神社 - 闇龗神
  - 豊橋市岩田町上庄23-2

## 例祭
例祭は10月第1日曜日に斎行される。前日の宵祭では手筒花火の放揚が奉納される。

## 交通
- 豊橋鉄道東田本線　運動公園前　徒歩10分